# 美甘政和
美甘 政和（みかも まさとよ、1835年〈天保6年4月24日〉 - 1918年〈大正7年〉12月19日）は、岡山県津山市の美作一宮の中山神社の神官。楽天翁と号す。

## 略歴
岡山県湯原村の里正で酒造業の美甘政徳の子・与一郎として天保6年（1835年）に生まれる。播磨の河野鉄兜の塾に遊学したが、父の死去により帰郷し、家業を継ぐ。家塾を開き、地元の若者に国学を教える。明治2年（1869年）、津山藩権少属となり、明治4年、中山神社の禰宜に任命される。明治7年に同神社の権宮司となり、明治14年には美作国神道事務分局長、翌15年には太政官より権少教正を命じられた。
明治18年（1885年）の政教分離により、神道大社教管長・千家尊福に属し、本職・家業を捨てて布教活動に従事、自身の説をまとめた『天地組織の研究』5巻を上梓、皇典講究所より四等学生を授与される。明治30年、中山神社宮司に任じられ、美作の神職の多くが政和に就いた。翌31年に正七位、明治37年に従六位、同39年に勲六等瑞宝章を授けられる。

## 家族
- 父・美甘政徳 - 岡山県湯原村庄屋
- 長男・美甘光太郎（1859-1936） - 眼科医。岡山医学校、済生学舎、順天堂大学で学び、明治18年医師免許取得（医籍＃269）、丸尾興堂の招きに応じ静岡の眼科医院「復明館」に勤務ののち、明治22年（1889年）上京して中外医事新報に入り、編集に携わる[4]。河本重次郎の逆さまつげ手術法を学び、これをもとに美容整形としての二重手術を考案し、1896年に世界で初めて発表した[5][4]。著書に眼科関係書のほか、『旭香美甘政和翁』（1925年）などがある。
- 二男・安東政重
- 孫・安東友哉 - 政重の長男。日本勧業銀行理事引退後、豊国村村長を務めた。妻の兄に美土路昌一[6][7]。